# ブランドン・ボイド
ブランドン・ボイド（Brandon Charles Boyd、1976年2月15日 - ）は、アメリカ合衆国の歌手、ミュージシャン、作家である。ロックバンド・インキュバスのボーカリストである。

## 略歴
1994年にカラバサス高校を卒業し、インキュバスを結成する前に2年間ムーアパーク大学に通っていた。ブランドンは、音楽を書くきっかけとなった人物リッキー・テイラーとともにカリフォルニア州のカラバサスで育った。彼の両親、プリシラ "ドリー"ワイズマンとチャールズボイドは、どちらも娯楽の経験があり、子供の頃から彼の芸術的側面を育てていた。著名な家族には、弟のジェイソン・ボイドはオーディオベントの元リードシンガーである。
1990年にインキュバスを結成。ボイドは初期の公演を宣伝するコンサートチラシをデザインした。当初、ボイドはアインジガーの母親から渡された性教育の本からいくつかの絵をコピーしていたが、ファンが「これはどのようなバンドですか？」とフライヤーに困惑したため、使用をやめることとなった。そのため、バンドは自分のアートワークを使用するように後退する必要があった。彼は時折ライブパフォーマンス中にギターを演奏したり、ディジュリドゥやジャンベなどの興味深い楽器を楽曲に取り入れたりしている。
2010年7月6日、ソロアーティストとしてアルバム『The Wild Trapeze』を発表。

## 文学と美術
ボイドはこれまでに3冊の本を出版している。2003年に書かれた最初のバージョンは『White Fluffy Clouds』であり、それはEndophasia Publicationsによって発行され、主に彼のアートワーク、写真、インキュバスからの歌の歌詞、および追加の執筆と思考で構成されている。他の出版物には、『From the Murks of the Sultry Abyss』は2007年にEndophasiaから出版され、『So the Echo』は2013年1月に出版され、過去5年間の彼のアートワークで構成されている。
『So the Echo』は、ボイドが音楽と芸術の両方で彼の技術と才能を磨くことに費やした過去5年間を視覚的に織り込んでおり、彼はさまざまなグループやソロアートショーに参加し、環境活動の手段として彼の作品を使用した。
ボイドはファインアート、特に絵画の制作に力を入れており、2008年9月8日にカリフォルニア州ロサンゼルスのミュージックヘッドギャラリーで「エクトプラズム」と題した初の個展を開催した。

## 慈善活動
- ボイドは多くの組織や慈善活動に関与しており、2003年にはインキュバスのバンドメイトとともに、非営利団体501（c）（3）を設立した。MakeYourself Foundationは、地元や世界でさまざまな慈善活動のために140万ドル以上を集めている[5]。60以上の非営利組織に助成金を提供している[6]。

- 2011年の春、ボイドは使い捨てプラスチックとその世界の海洋への有害な影響についての認識を高めるために、ハーレースペースギャラリーで大きな壁画を描いた[7]。

## ディスコグラフィー

### アルバム
- 『The Wild Trapeze』(2010年7月6日)